# エドガー・ライト
エドガー・ライト（Edgar Wright、1974年4月18日 - ）は、イングランド・ドーセットのプール出身の映画監督、脚本家。

## 経歴
14歳の頃から映画製作に興味を持ち、20歳で初めての作品"A Fistful of Fingers"を監督。小規模ながら劇場公開される。
BBCなどでコメディ番組の制作を手がけるようになり、1996年の"Asylum"撮影中に俳優のサイモン・ペッグと出会う。2人はその後、シチュエーション・コメディ『スペースド』を制作、イギリスで高い評価を得た。
2004年にはペッグと制作したゾンビ・コメディ映画『ショーン・オブ・ザ・デッド』をヒットさせる。ジョージ・A・ロメロのゾンビ映画の大ファンだというライトは、この作品が縁でロメロの『ランド・オブ・ザ・デッド』にゾンビ役でカメオ出演している。後に同作のペッグとニック・フロストを主演とした『ホット・ファズ -俺たちスーパーポリスメン!-』（2007年）『ワールズ・エンド 酔っぱらいが世界を救う!』（2013年）を制作。
また、クエンティン・タランティーノとロバート・ロドリゲスの『グラインドハウス』において、フェイク・トレイラーの"Don't"も監督している。
近年ではTwitterで映画に関する評価を述べる他、2013と2014年にかけて年間映画トップ10を公開している。

## 作風
低予算の小規模な作品をメインとしており、ハリウッドの大作などを監督したことはない。しかし監督作はいずれもヒットしており、批評家からもほぼ一定して高い評価を得ている。
コメディ映画を得意とし、音楽とシンクロした演出を用いるのが特徴。ブルートーンズ、ミント・ロワイヤル、シャーロット・ハザレイなどのアーティストのミュージック・ビデオの監督も手掛けている。ゾンビ映画や警察映画では過去の有名作品へのオマージュを多用する。
常連キャストにサイモン・ペッグ、ニック・フロスト、ジュリア・ディーキン、パトリシア・フランクリン、ピーター・セラフィノーウィッチュ、レイフ・スポール、マイケル・スマイリーなどがいる。

## 私生活
2009年頃から2013年頃まで女優のアナ・ケンドリックと交際していた。
また過去に歌手のシャーロット・ハザレイと交際していたことがあり、彼女のPVを2本手がけている。またブルートーンズのメンバーとは交流があり、「キープ・ザ・ホーム・ファイアーズ・バーニング」と「アフター・アワーズ」のPVを手がけている。

## フィルモグラフィ

### 映画
| 年   | 題名                                                                  | 役割                   | 役名                                                                                        | 備考                                         |
| ---- | --------------------------------------------------------------------- | ---------------------- | ------------------------------------------------------------------------------------------- | -------------------------------------------- |
| 2004 | ショーン・オブ・ザ・デッド Shaun of the Dead                          | 監督・脚本・出演       | Rabid Monkeys Newsreader Prat-falling Zombie Italian Restaurant Voice（全てクレジット無し） |                                              |
| 2005 | ランド・オブ・ザ・デッド Land of the Dead                             | 出演                   | 見世物小屋のゾンビ                                                                          |                                              |
| 2005 | 銀河ヒッチハイク・ガイド The Hitchhiker's Guide to the Galaxy         | 出演                   | Deep Thought Technician（クレジット無し）                                                   |                                              |
| 2007 | ホット・ファズ -俺たちスーパーポリスメン!- Hot Fuzz                   | 監督・脚本・出演       | デイヴの声（クレジット無し）                                                                |                                              |
| 2007 | Don't/ドント Don't                                                    | 監督・脚本             | N/A                                                                                         | 架空の映画の予告編                           |
| 2007 | リトル・ランボーズ Son of Rambow                                      | 出演                   | Metal Work Teacher                                                                          |                                              |
| 2010 | スコット・ピルグリム VS. 邪悪な元カレ軍団 Scott Pilgrim vs. the World | 監督・脚本・製作       | N/A                                                                                         |                                              |
| 2011 | アタック・ザ・ブロック Attack the Block                               | 製作総指揮             | N/A                                                                                         |                                              |
| 2011 | タンタンの冒険/ユニコーン号の秘密 The Adventures of Tintin            | 脚本                   | N/A                                                                                         |                                              |
| 2012 | サイトシアーズ〜殺人者のための英国観光ガイド〜 Sightseers             | 製作総指揮             | N/A                                                                                         |                                              |
| 2013 | ワールズ・エンド 酔っぱらいが世界を救う! The World's End              | 監督・脚本・製作総指揮 | N/A                                                                                         |                                              |
| 2015 | アントマン Ant-Man                                                    | 原案・脚本・製作総指揮 | N/A                                                                                         | 監督降板                                     |
| 2016 | SING/シング Sing                                                      | 声の出演               | ヤギ                                                                                        |                                              |
| 2017 | ベイビー・ドライバー Baby Driver                                      | 監督・脚本・製作総指揮 | N/A                                                                                         |                                              |
| 2017 | スター・ウォーズ/最後のジェダイ Star Wars: The Last Jedi              | 出演                   | レジスタンス兵士                                                                            |                                              |
| 2021 | スパークス・ブラザーズ The Sparks Brothers                            | 監督・製作             | N/A                                                                                         | バンド「スパークス」のドキュメンタリー       |
| 2021 | ラストナイト・イン・ソーホー Last Night In Soho                       | 監督・原案・脚本・製作 | N/A                                                                                         |                                              |
| 2021 | SING/シング: ネクストステージ Sing 2                                  | 声の出演               | 警察官、運転手                                                                              |                                              |
| 2026 | ランニング・マン The Running Man                                      | 監督                   | N/A                                                                                         | リチャード・バックマン『バトルランナー』原作 |

### 短編映画
| 年   | 題名            | 役割 |
| ---- | --------------- | ---- |
| 2001 | Forced Hilarity | 監督 |

### テレビシリーズ
| 年        | 題名                                                        | 役割             |
| --------- | ----------------------------------------------------------- | ---------------- |
| 1996      | Asylum                                                      | 監督             |
| 1996-1997 | Mash and Peas                                               | 監督             |
| 1998      | Sir Bernard's Stately Homes                                 | 監督             |
| 1998      | Is It Bill Bailey?                                          | 監督             |
| 1998      | Alexei Sayle's Merry-Go-Round                               | 監督             |
| 1999-2001 | スペースド Spaced                                           | 監督・編集・出演 |
| 2002-2005 | Look Around You                                             | 出演             |
| 2023      | スコット・ピルグリム テイクス・オフ Scott Pilgrim Takes Off | 製作総指揮       |